# Мария Магдалена фон Валдек-Вилдунген
Мария Магдалена фон Валдек-Вилдунген (на немски: Maria Magdalena von Waldeck; * 27 април 1606 във Вилдунген; † 26 май 1671 в Шваленберг) е графиня от Валдек-Вилдунген и чрез женитба графиня на Липе-Детмолд.
Тя е дъщеря на граф Кристиан фон Валдек-Вилдунген (1585 – 1637) и съпругата му графиня Елизабет фон Насау-Зиген (1584 – 1661), дъщеря на граф Йохан VII (II) фон Насау-Зиген и втората му съпруга графиня Магдалена фон Валдек-Вилдунген.
Мария Магдалена фон Валдек-Вилдунген е през 1618 г. абатиса на Шаакен. Тя се омъжва на 27 април 1623 г. за граф Симон VII фон Липе-Детмолд. Тя умира на 26 май 1671 в Шваленберг на 65 години.

## Фамилия
Мария Магдалена фон Валдек-Вилдунген се омъжва на 27 април 1623 г. за граф Симон VII фон Липе-Детмолд († 1627), син на имперски граф Симон VI фон Липе (1554 – 1613) и втората му съпруга графиня Елизабет фон Холщайн-Шаумбург (1566 – 1638). Тя е втората му съпруга. Те имат три деца:
- Кристиан (* 17 март 1624; † 25 април 1634)
- София Елизабет (* 31 март 1626; † 23 август 1688), омъжена на 7 май 1644 г. в Шваленберг, Липе за граф Георг Вилхелм фон Лайнинген-Вестербург (* 10 февруари 1619; † 22 ноември 1695)
- Йобст Херман (* 9 февруари 1625; † 6 юли 1678), основател на линията Липе-Бистерфелд, женен на 10 октомври 1654 г. в замък Витгенщайн за графиня Елизабет Юлиана фон Сайн-Витгенщайн-Хоенщайн (* 4 октомври 1634; † 23 юни 1689)